# (14939) Norikura
(14939) Norikura (1995 DG1) – planetoida z pasa głównego asteroid okrążająca Słońce w ciągu 4,58 lat w średniej odległości 2,76 j.a. Odkryta 21 lutego 1995 roku.